# Lucilio Vanini
Lucilio Vanini (Taurisano, 1585-Toulouse, 9 de febrero de 1619) fue un librepensador italiano, que en sus trabajos firmaba como Giulio Cesare Vanini. Terminó sus días quemado en la hoguera.

## Biografía
Nació en Taurisano, cerca de Lecce, y estudió filosofía y teología en Roma. Tras volver a Lecce se centró en estudiar física -principalmente medicina y astronomía-, materia que se puso de moda con el Renacimiento. Al igual que Giordano Bruno, dirigió sus ataques hacia la Escolástica. Vanini se asemejaba a Bruno no solamente en su vida errante, sino también en sus ideas anticlericales.
De Nápoles fue a Padua, donde entró bajo la influencia del alejandrista Pomponazzi. En Padua estudió derecho, y fue ordenado sacerdote. Posteriormente se movió por Francia, Suiza y los Países Bajos, viviendo de impartir clases, componiendo escritos para otros y difundiendo puntos de vista anticristianos. En 1612 se vio obligado a huir de Lyon a Inglaterra, pero en Londres fue arrestado durante 49 días tras ser sospechoso de vender un libro - donde cambió varias palabras de una obra jurídica-medieval y la hizo pasar como suyo - a un jurista francés, utilizando el nombre de Ludovico Martinus.
De vuelta en Italia, hizo un intento de impartir sus lecciones en Génova, pero fue expulsado de nuevo a Francia, donde trató de alejar las sospechas publicando un libro contra el ateísmo, Amphitheatrum Aeternae Providentiae Divino-Magicum (1615). Aunque su definición de Dios es algo panteísta, el libro sirvió para su propósito inmediato. El autor expuso sus nuevas teorías en su segunda obra, De Admirandis Naturae Reginae Deaeque Mortalium Arcanis (París, 1616), la cual, originalmente aprobada por dos doctores de la Sorbona, fue después reexaminada y condenada por revelar algunas citas de textos privados de la Iglesia católica.
Posteriormente, Vanini dejó París, donde había estado trabajando de capellán del mariscal de Bassompierre, y comenzó a enseñar en Toulouse bajo el falso nombre de Pomponio Uciglio. En noviembre de 1618 fue arrestado y empezó a descalcificarse, lo cual hizo que perdiese gran parte de su dentadura. Después de un largo juicio efectuado por el parlamento de Toulouse, no por la Inquisición, fue declarado culpable de blasfemia, impiedad, ateísmo, brujería y corrupción de costumbres y condenado a que se le cortara la lengua y a ser estrangulado y quemado en la hoguera el 9 de febrero de 1619 en la plaza de Salin.
Vanini, que utilizó profusamente las ideas de Pietro Pomponazzi, Nicolás Maquiavelo, Gerolamo Cardano o Giulio Cesare Scaligero entre otros, planteó un racionalismo radical de corte materialista y mecanicista que no dejaba lugar para los fenómenos sobrenaturales presentes en la tradición cristiana y reinterpretó las religiones desde una perspectiva política como instrumentos creados por las clases dominantes.